# 오과차
오과차(五果茶)는 호두, 밤, 은행, 대추, 곶감, 생강을 짓이겨 두었다가 달인 한국의 전통차이다. 감기에 자주 걸리는 사람에게 효과적이고 허약 체질을 개선시킨다.

## 같이 보기
- 화채
- 조선왕조 궁중음식